# Åstrup (Falster)
 For alternative betydninger, se Åstrup. (Se også artikler, som begynder med Åstrup)
Åstrup er en landsby på det østlige Falster, beliggende 7 km sydøst for Stubbekøbing og 21 km nordøst for kommunesædet Nykøbing Falster. Landsbyen hører til Guldborgsund Kommune og ligger i Region Sjælland. I 1970-2006 hørte landsbyen til Stubbekøbing Kommune.
Åstrup hører til Åstrup Sogn. Aastrup Kirke ligger i landsbyen.

## Historie
I 1899 beskrives Åstrup således: "Aastrup (i Vald. Jrdb. Asthorp) med Kirke, Spare- og Laanekasse for Aastrup S. og Omegn (opr. 11/1 1857...Antal af Konti 1299) og Mølle;". Målebordsbladene viser desuden et jordemoderhus ½ km vest for landsbyen. Det lave målebordsblad viser desuden et fattighus.

### Stubbekøbingbanen
På Stubbekøbing-Nykøbing-Nysted Banens strækning Stubbekøbing-Nykøbing (1911-66) lå Åstrup billetsalgssted med sidespor i km 4,2 fra Stubbekøbing. Det lå næsten 3 km nordvest for landsbyen. Fra nytår 1963 blev det nedrykket til trinbræt, og sidesporet blev taget op.
Åstrup billetsalgssted fik stationsbygning i samme stil som banens stationer, men lidt mindre med kun én skorsten. Bygningen var tegnet af arkitekt H.C. Glahn og er bevaret på Åstrup Stationsvej 1.

### Mindesten
Hvor Lundeskolevej munder ud i Aastrupvej, står en sten der blev afsløret 16. september 1945 til minde om Genforeningen i 1920 sammen med en sten for Befrielsen og en for kongen.